# Statua di Rolando

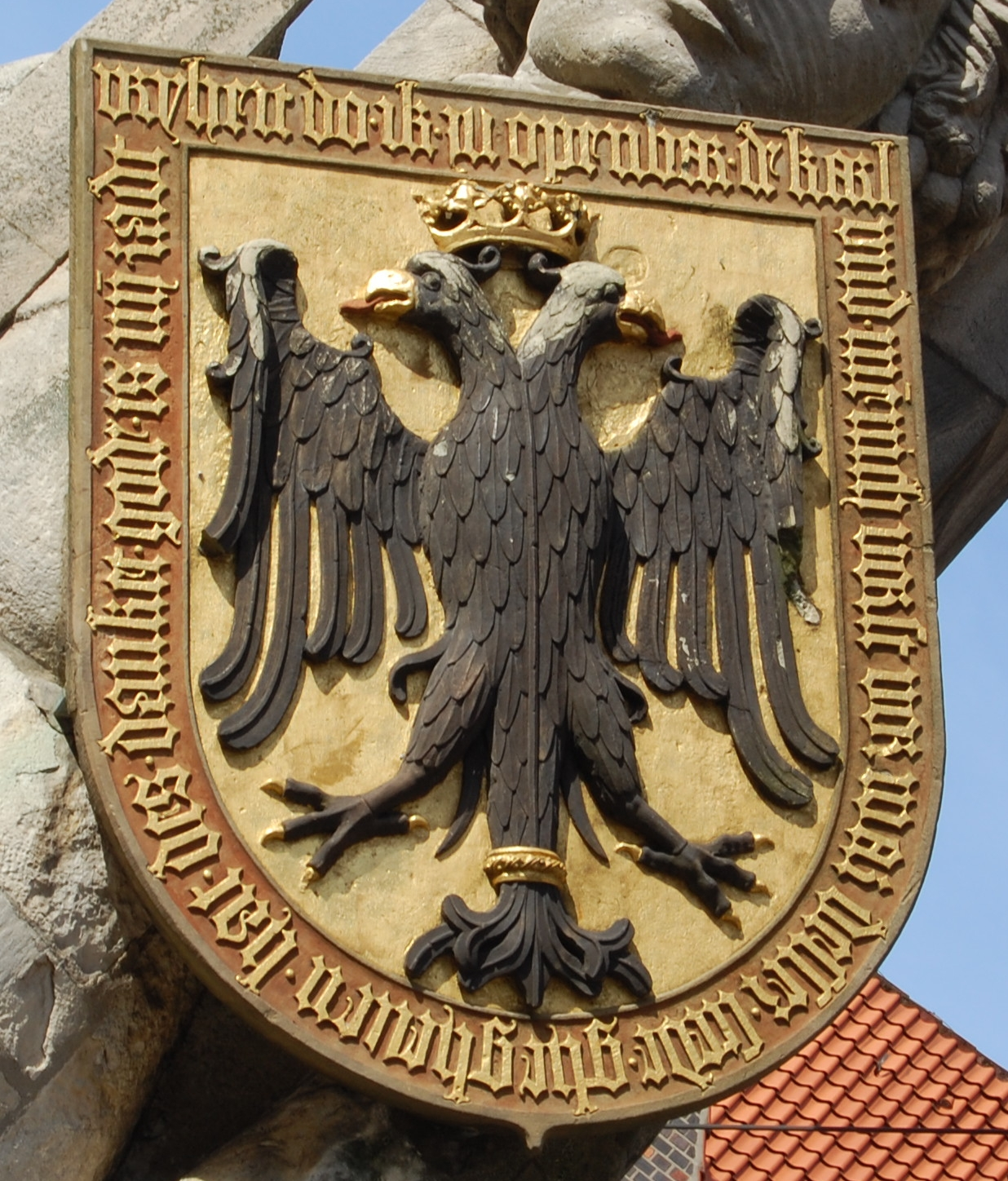
Lo scudo del "Bremer Roland"

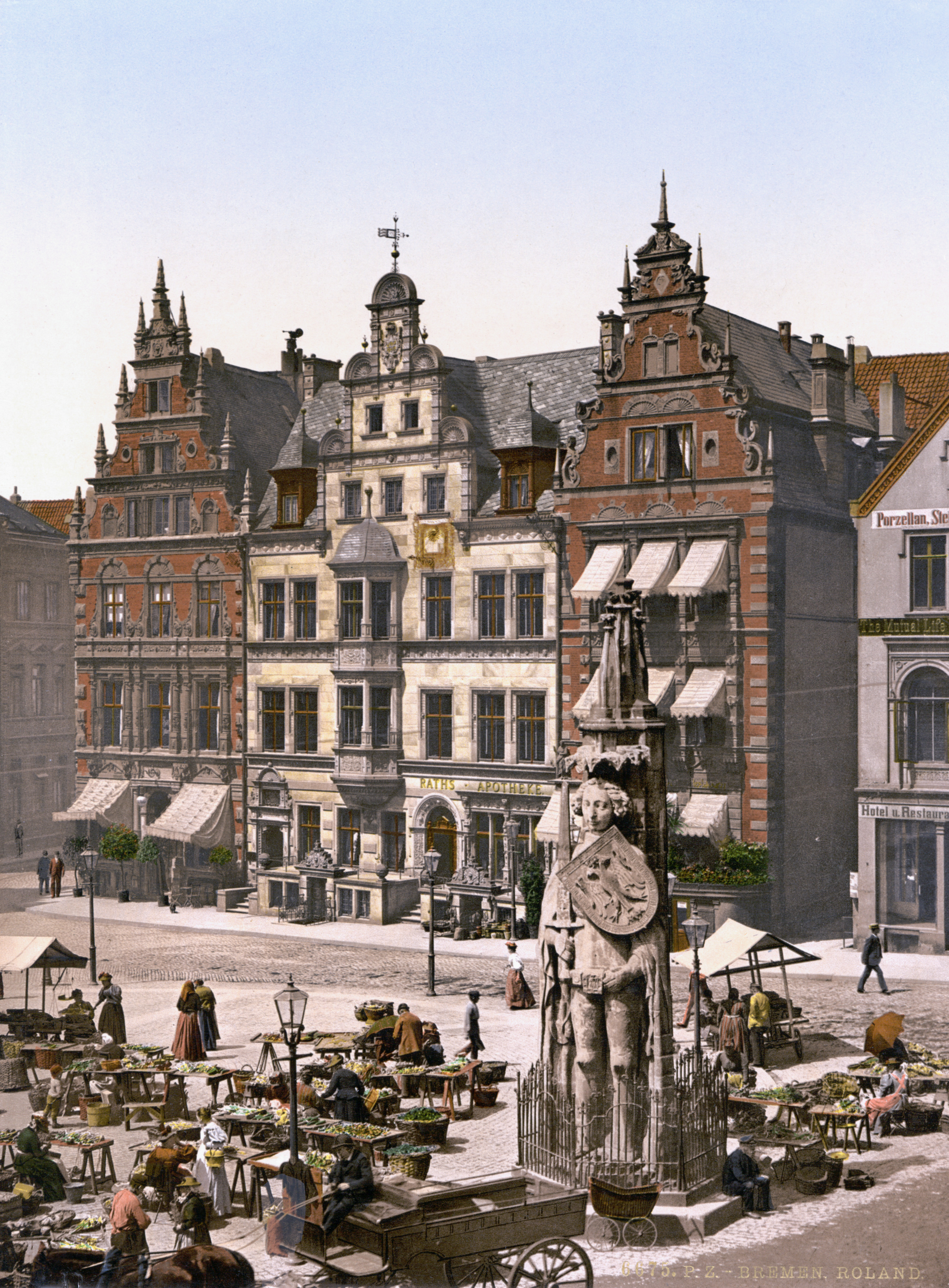
La Marktplatz di Brema con il "Bremer Roland" nel 1900

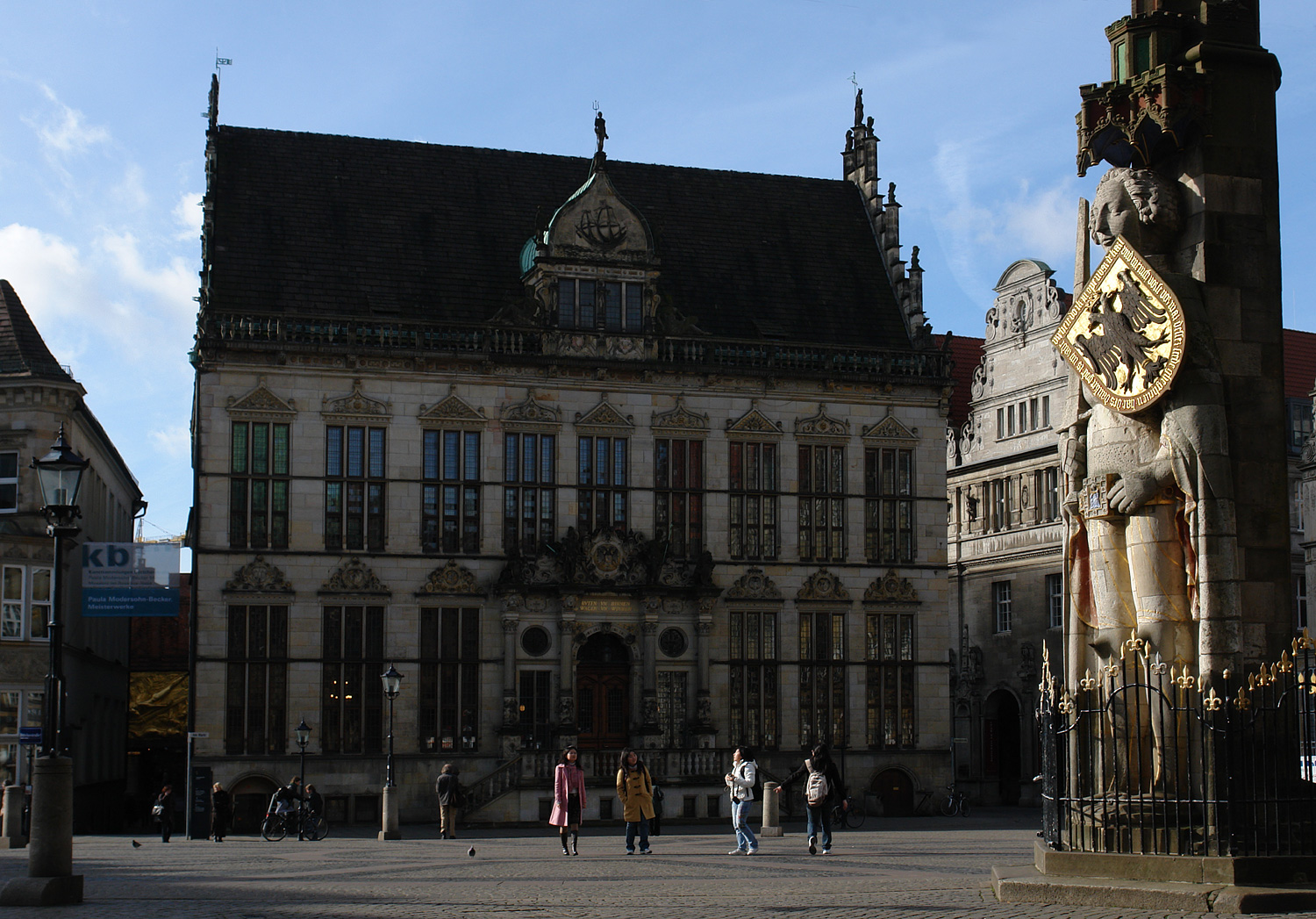
Altra immagine del "Bremer Roland"

Il Bremer Roland (letteralmente: "Rolando di Brema") è una gigantesca statua raffigurante il paladino Rolando/Orlando, posta nella Marktplatz di Brema (Germania nord-occidentale) e risalente al 1404. Simboleggia la libertà e la giustizia, oltre che l'indipendenza dello Stato di Brema.
Il monumento, il più antico e il più grande del genere in Germania, è annoverato, insieme al vicino municipio cittadino, nella lista dei patrimoni dell'umanità stilata dall'UNESCO (dal 2004).

## Caratteristiche
La statua è stata costruita in pietra calcarea. Complessivamente, il monumento misura 10,21 metri in altezza, mentre la sola statua è alta 5,74 metri. La statua poggia su un piedistallo alto 60 centimetri ed è posta sotto un baldacchino in stile gotico.
Rolando/Orlando è raffigurato con mantello, spada (simbolo di giustizia) e scudo con aquila a due teste. Lo scudo reca il motto che fa riferimento all'editto che conferì a Brema lo status di città-stato e che recita: vryheit do ik ju openbar / d' karl vnd mēnich vorst vorwar / desser stede ghegheuen hat / des danket god' is mī radt, ovvero "Vi comunico la libertà / che in verità Carlo e qualche principe/ ha dato a questo luogo/ di questo siate grati a Dio, è il mio consiglio".
La statua del "Bremer Roland" è rivolta verso il Duomo di Brema, circostanza non casuale in quanto il duomo era sede dell'arcivescovato di Brema, una delle autorità che ostacolarono l'indipendenza della città.
Ai piedi della statua è raffigurato uno storpio-mendicante, figura che fa riferimento a delle leggende locali.

## Storia
Il monumento fu costruito nel 1404 e sostituì una preesistente statua di Rolando in legno, risalente al X secolo e distrutta nel 1366.

La costruzione costò intorno ai 70 marchi di Brema.
Nel corso del XVIII secolo, la statua venne dipinta di grigio, secondo il gusto del periodo.
La statua è stata più volte sottoposta ad opere di restauro.

La testa originale è stata sostituita nel 1983 ed è conservata nel Focke-Museum.
Nel 2004, il monumento fu dichiarato "patrimonio dell'umanità" dall'UNESCO.

## Usanze
Il "Bremer Roland" viene "festeggiato" una volta l'anno ed addobbato per l'occasione con la bandiera dell'UNESCO.

## Leggende
- Secondo la leggenda, la visita al monumento sarebbe garanzia del buon proseguimento di un viaggio[2]

## Riproduzioni
- A New York esiste una copia, alta 1 metro e mezzo, del "Bremer Roland", fatta erigere nel 1890 dagli emigranti provenienti da Brema[1]

## Ulteriori immagini

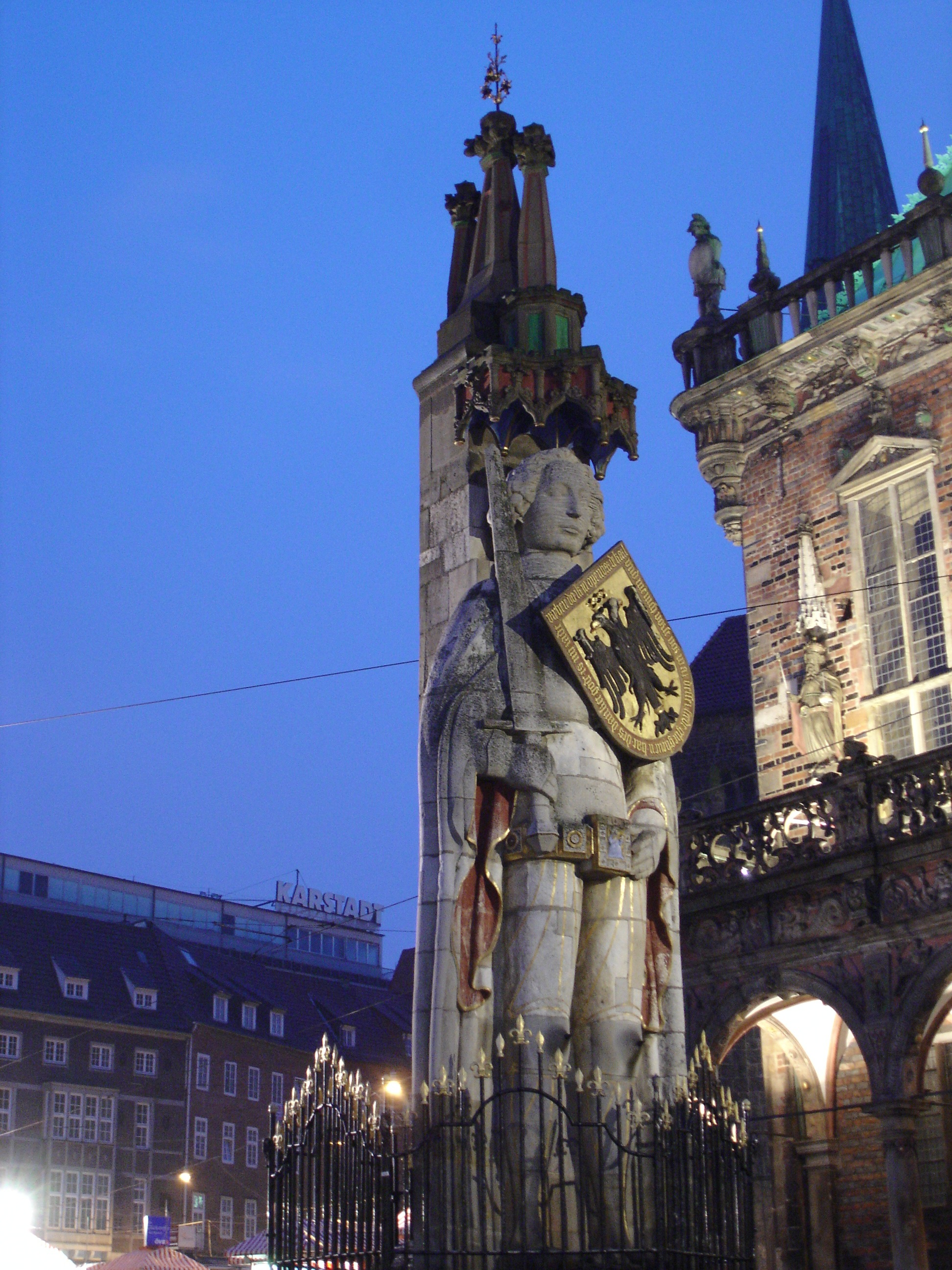
Immagine in notturna del "Bremer Roland"
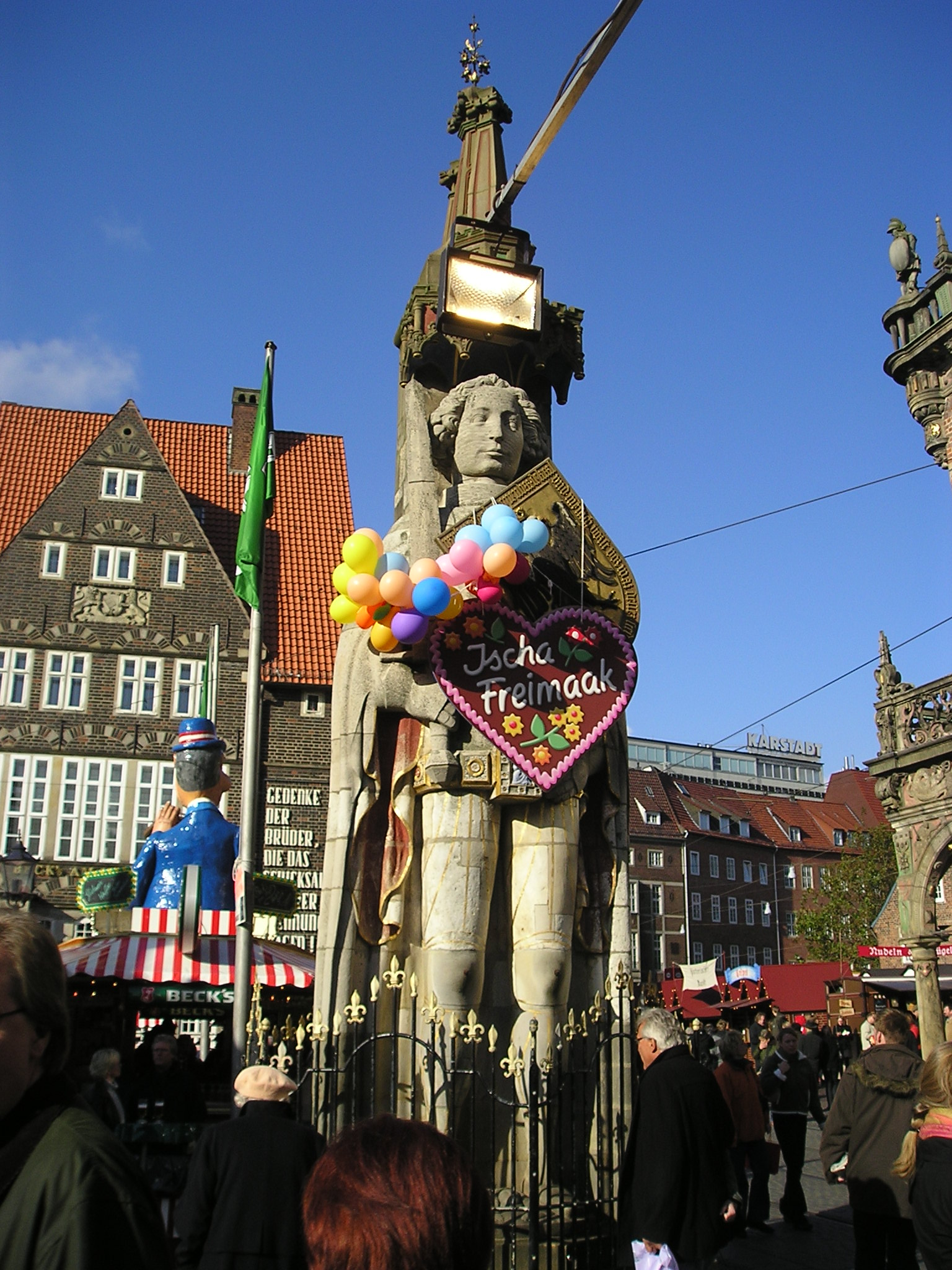
Il "Bremer Roland" addobbato a festa
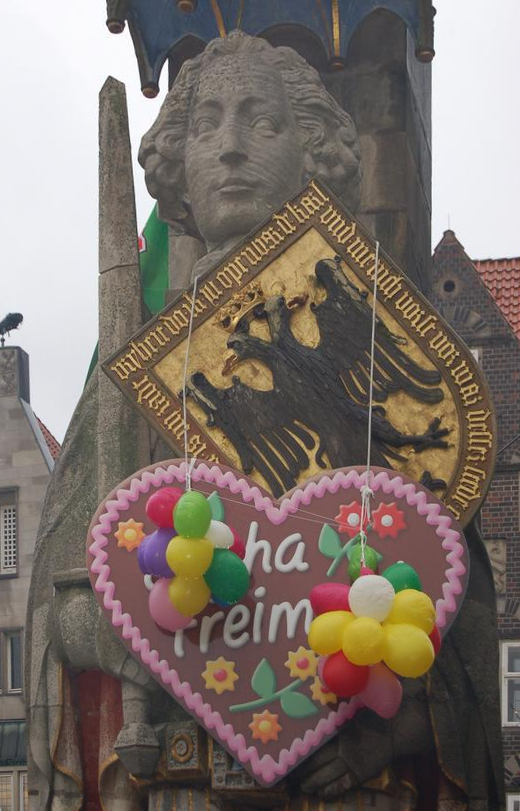
Particolare del "Bremer Roland" addobbato a festa

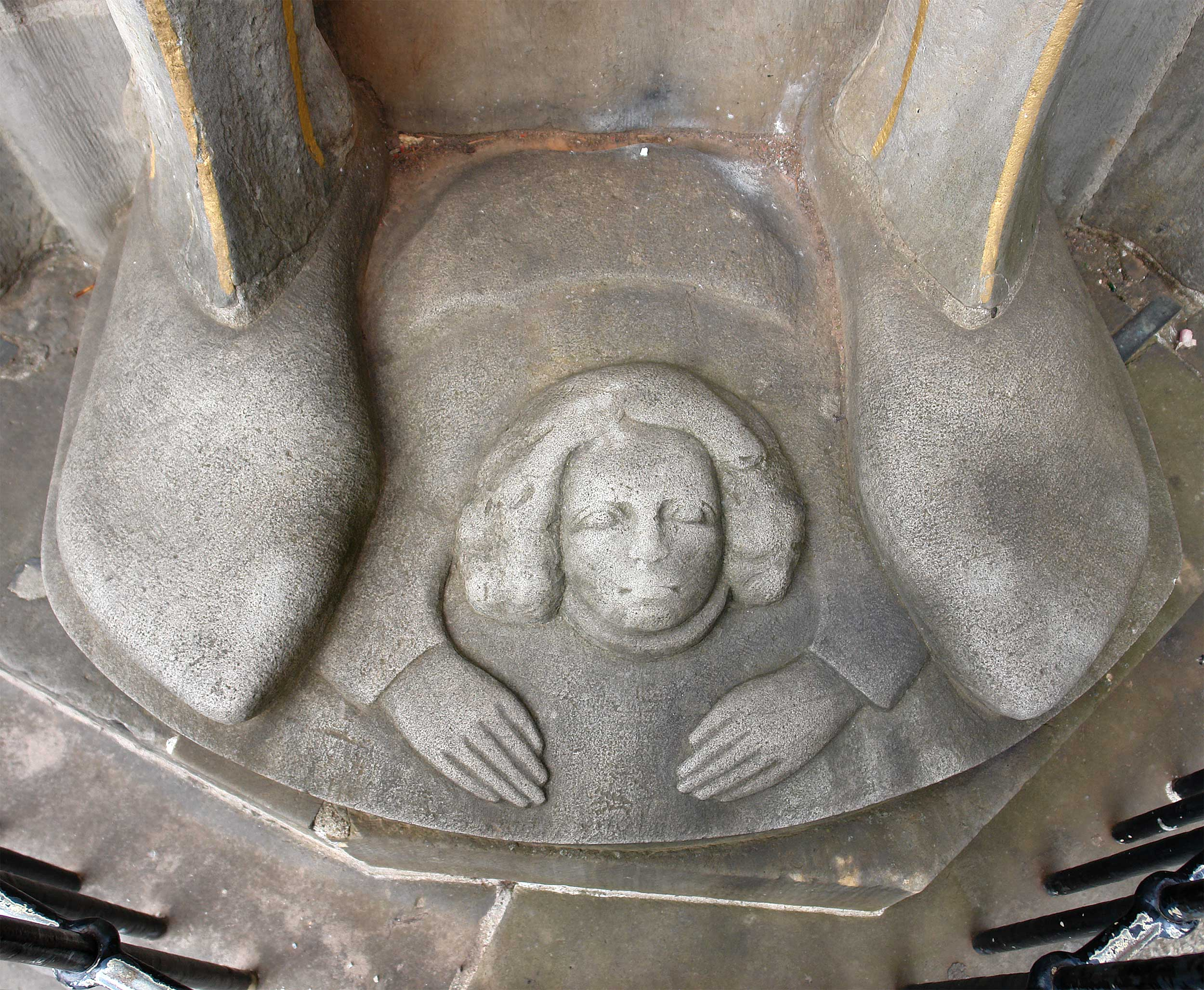
Figura dello storpio-mendicante ai piedi del "Bremer Roland"
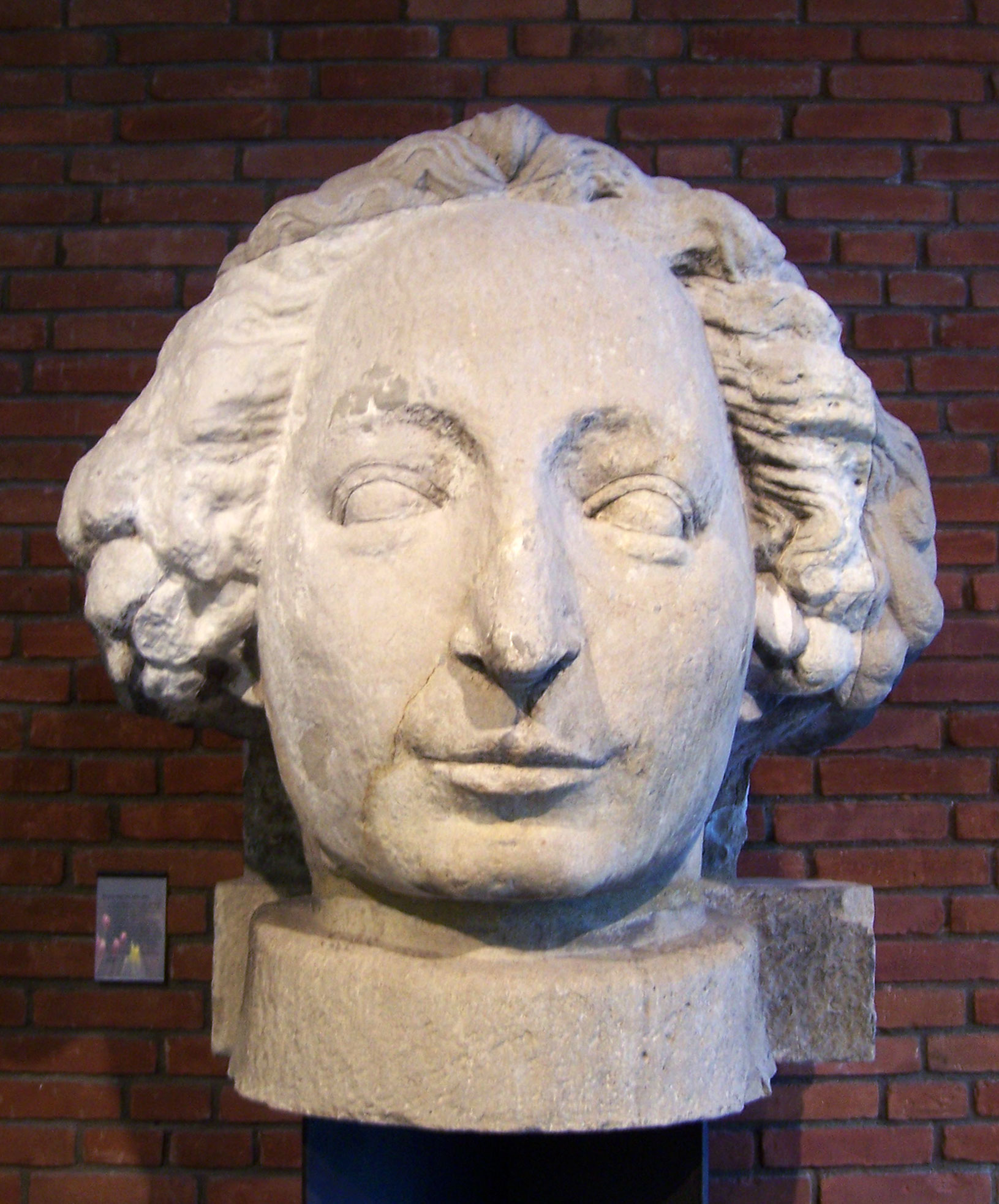
La testa originale del "Bremer Roland" conservata nel "Focke-Museum"